# Lehti-Pellavi
Lehti-Pellavi är en ö i Finland. Den ligger i sjön Haukivesi och i kommunen Varkaus i den ekonomiska regionen  Varkaus ekonomiska region  och landskapet Norra Savolax, i den sydöstra delen av landet, 290 km nordost om huvudstaden Helsingfors. Öns area är 45,7 hektar och dess största längd är 1,3 kilometer i öst-västlig riktning.